# Pouvoirpoint
Pouvoirpoint est un album de bande dessinée d'Erwann Surcouf paru en 2016 aux éditions Vide Cocagne.

## Synopsis
Dans un futur indéfini, un graphiste stagiaire voyage dans un vaisseau spatial de commerce entre la Terre et Alpha du Centaure.

## Accueil critique
L'album reçoit un accueil critique positif lors de sa sortie. Le site spécialisé BoDoï juge qu'« avec finesse et intelligence, Erwann Surcouf se détache de la potacherie inhérente à son idée de scénario pour brosser un petit monde coloré, loufoque et inquiétant, [...] le tout dans un décor très années 1980 ». Pour Le Monde, « avec l'hybridation de la science-fiction et de l'anecdote de bureau naît un nouveau genre  : l'« open space opera » [...] Sous le trait pop et les couleurs chatoyantes, le ton, grinçant, est celui d'une satire de l'entreprise. Drôle et inventif ». Sur le site du9, Agathe Camus conclut ainsi sa critique de l'album : « Comédie mauvais genre, goguenarde, politique, huis clos à suspense qui s’évapore tel un mirage en fin de parcours, récit initiatique qui dérape à scènes-clés d'anthologie, filon à références foutraque où chacun trouve son compte, Pouvoirpoint se lit et surtout se relit à merveille ».
L'album est sélectionné pour concourir au prix de la meilleure bande dessinée aux Utopiales.
L'album a fait l'objet d'une réédition en 2018.

## Bande-annonce et bande son
Une « bande-annonce », sur YouTube réalisée par l'auteur est visible sur la chaîne de l'éditeur.
Parallèlement à la sortie du livre, une bande son composée par Sentenza est mise en ligne sur Bandcamp. Elle comporte 10 morceaux, correspondant chacun à un chapitre de la bande dessinée.